# Mérgulo-de-bico-longo
Mérgulo-de-bico-longo ou torda-pedrês (nome científico: Brachyramphus perdix) é um espécie de ave da família dos alcídeos encontrada na costa do Pacífico Norte.